# Château d'Aulnay
Le château d'Aulnay se trouvait à Aulnay-de-Saintonge, en Charente-Maritime.

## Historique
Aunedonacum, sur la voie romaine reliant Saintes à Poitiers a constamment été habitée et, du IXe siècle au XIIIe siècle, la seigneurie appartient à la famille Maingot. Après des passages aux Mortagne, aux Clermont, puis aux Montberon la seigneurie d'Aulnay est vendue.
Louise de Savoie l'achète en 1506 et le donne à Charles d'Orléans avec retour au domaine royal à sa mort. Donné à Marie Stuart comme complément de douaire, il y revient à son exécution. Il passe par de nombreux propriétaires pour finir par être vendu le 8 thermidor an XIII.
Le château a disparu, les dernières ruines ont été nivelées en 1840. Les pierres ont alors été utilisées dans les constructions de l'époque et de nombreuses pierre ciselées sont visibles aux détours des petites rues du village.

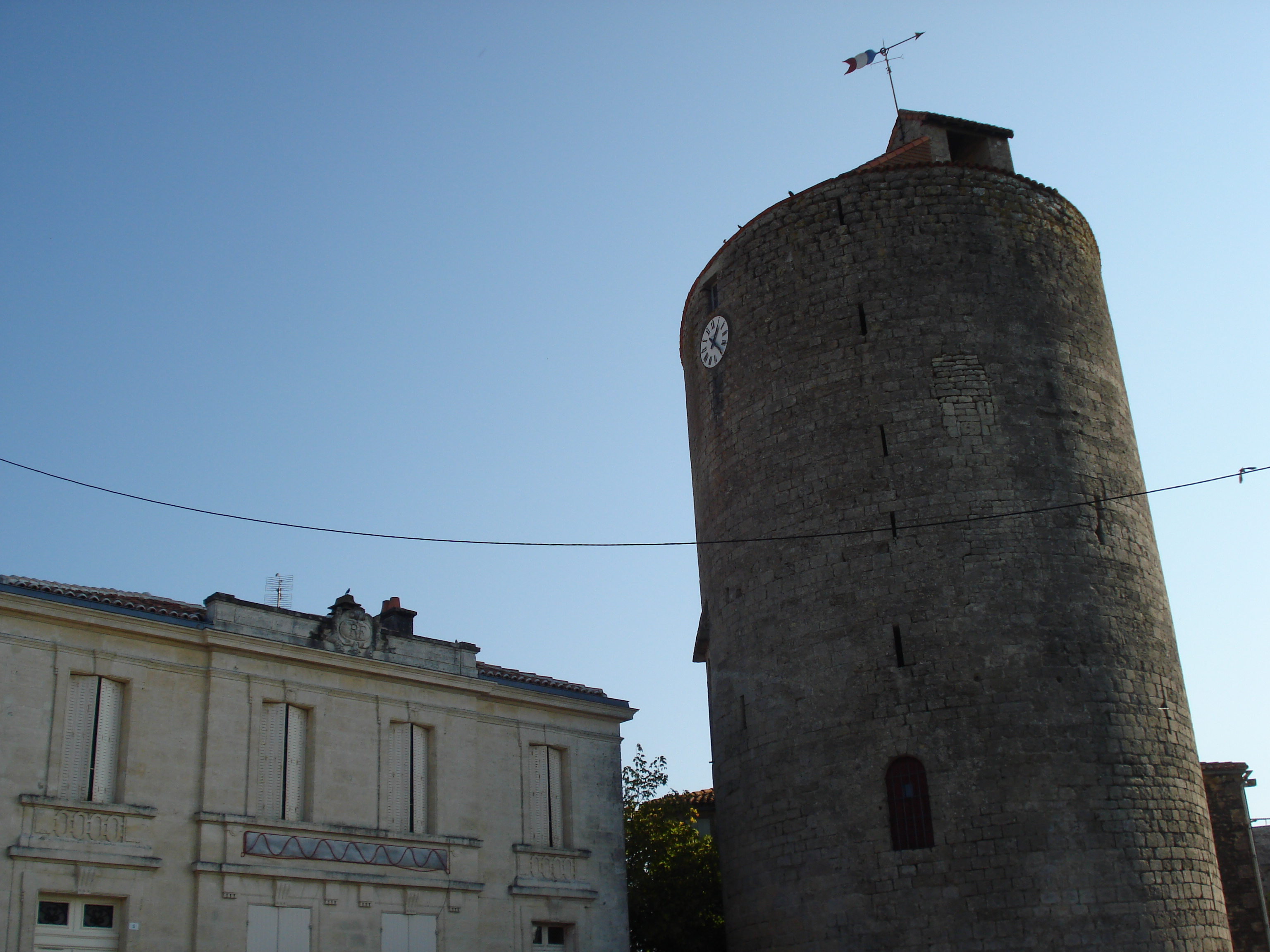
La tour.

## Architecture
Le donjon du  XIIe siècle s'élève sur un tertre circulaire. C'est une tour circulaire de 15 mètres de haut. L'entrée donne dans un escalier en colimaçon situé dans l'épaisseur du mur. Les deux étages ont des planchers et ne sont éclairés que par des meurtrières.
Le pigeonnier est une imposante fuie ronde qui a perdu sa toiture.

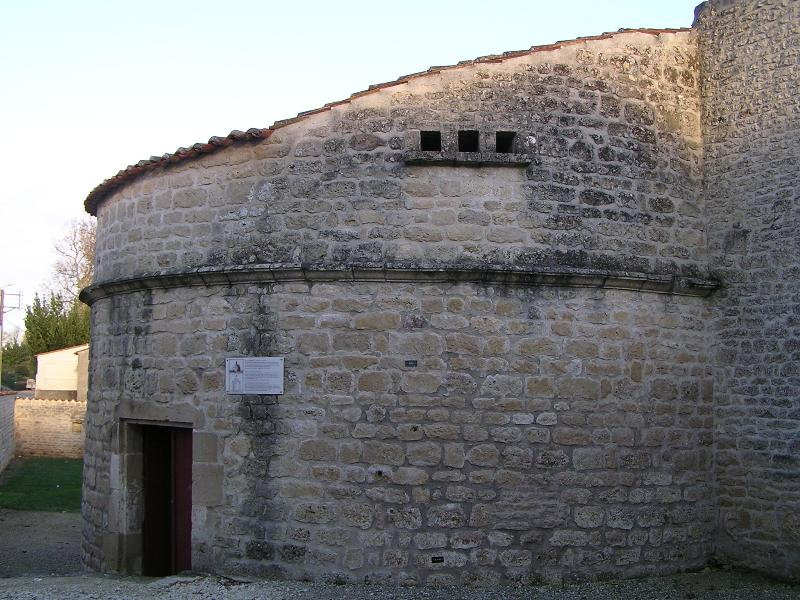
Le pigeonnier.
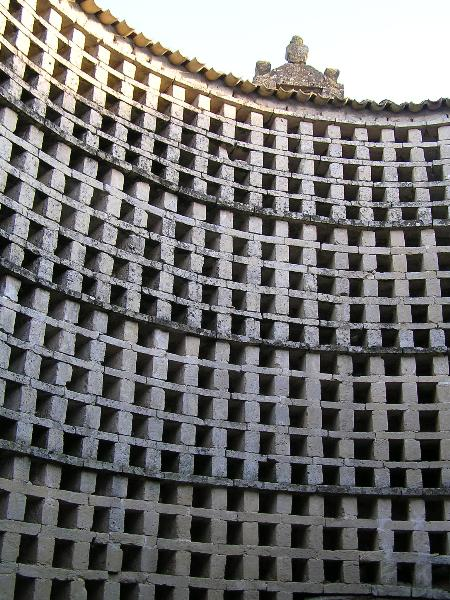
Les boulins.